# Acanthocranaus calcariger
Acanthocranaus calcariger is een hooiwagen uit de familie Cranaidae. De wetenschappelijke naam van Acanthocranaus calcariger gaat  terug op Roewer.